# Ambiente extremo

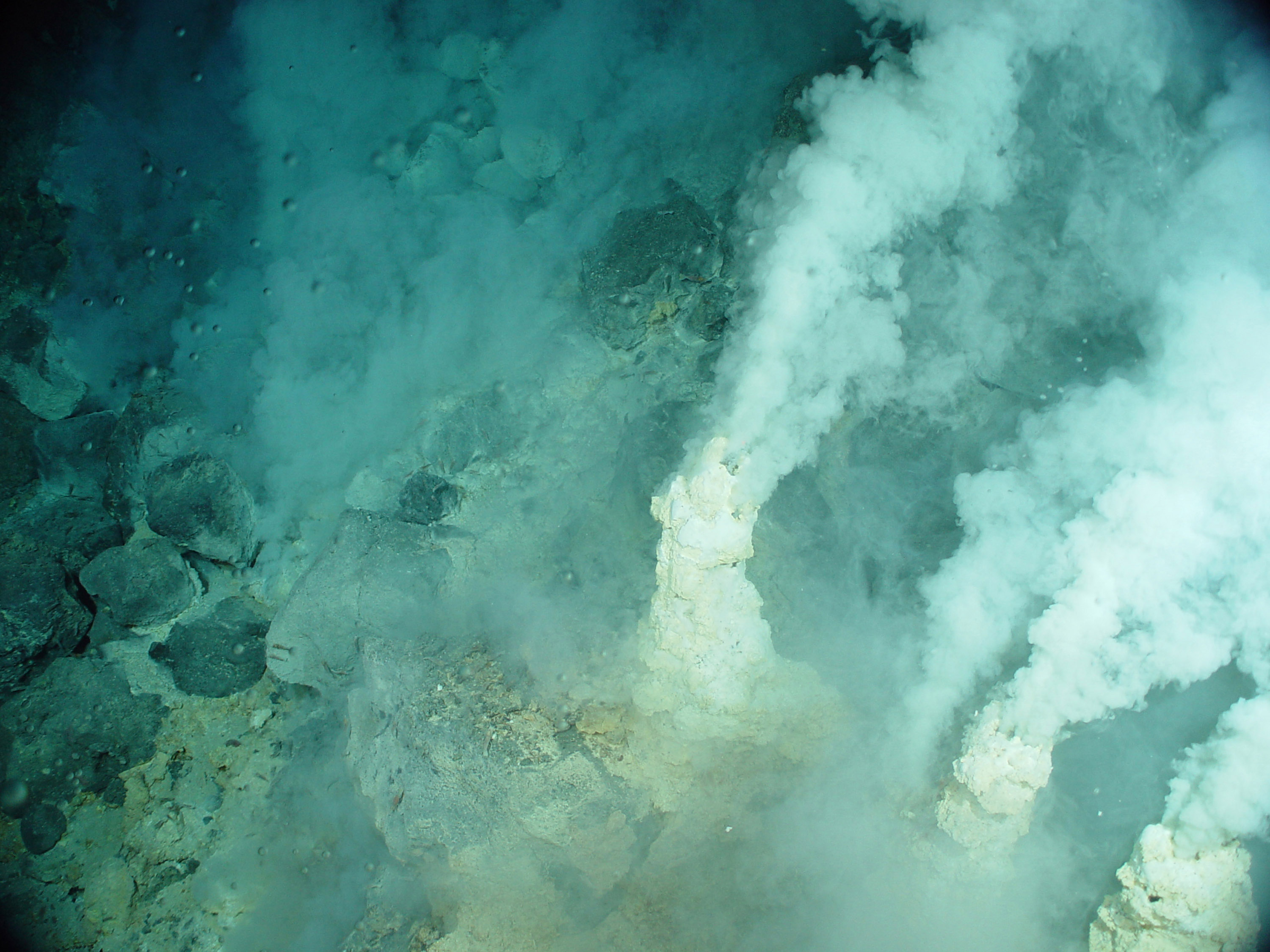
Las fuentes hidrotermales son lugares extremos donde viven almejas, gusanos, camarones y otros tipos de animales u organismos.

Un ambiente extremo presenta condiciones que son un reto para la mayoría de las formas de vida. Estos pueden ser rangos extremadamente altos o bajos de temperatura, radiación, presión, acidez, alcalinidad, aire, agua, sal, azúcar, dióxido de carbono, azufre, petróleo y muchos otros. Un ambiente extremo es un lugar donde los seres humanos por lo general no viven o podrían morir allí. Hay organismos conocidos como extremófilos, que habitan estos espacios y están tan bien adaptados que rápidamente crecen y se multiplican.
Ejemplos de ambientes extremos como los polos geográficos, desiertos muy secos, volcanes, fosas profundas del océano, la atmósfera superior, el Monte Everest, el espacio exterior y otros planetas. Los organismos que viven en estas condiciones están muy bien adaptados a sus circunstancias de vida, que es generalmente el resultado de la evolución a largo plazo.
Tipos de Ambientes Extremos son alcalinos, ácidos, muy fríos, muy calientes, hipersalinos, lugares sin agua ni oxígeno y lugares alterados por el hombre. Ejemplos de lugares alterados por los seres humanos son las minas o hábitats afectados de petróleo. La mayoría de las lunas y los planetas de nuestro sistema solar también son ambientes extremos. Los científicos han encontrado la vida en estos ambientes, y han comenzado a aprender nuevas cosas sobre la historia de la tierra.

## Galería de ambientes extremos

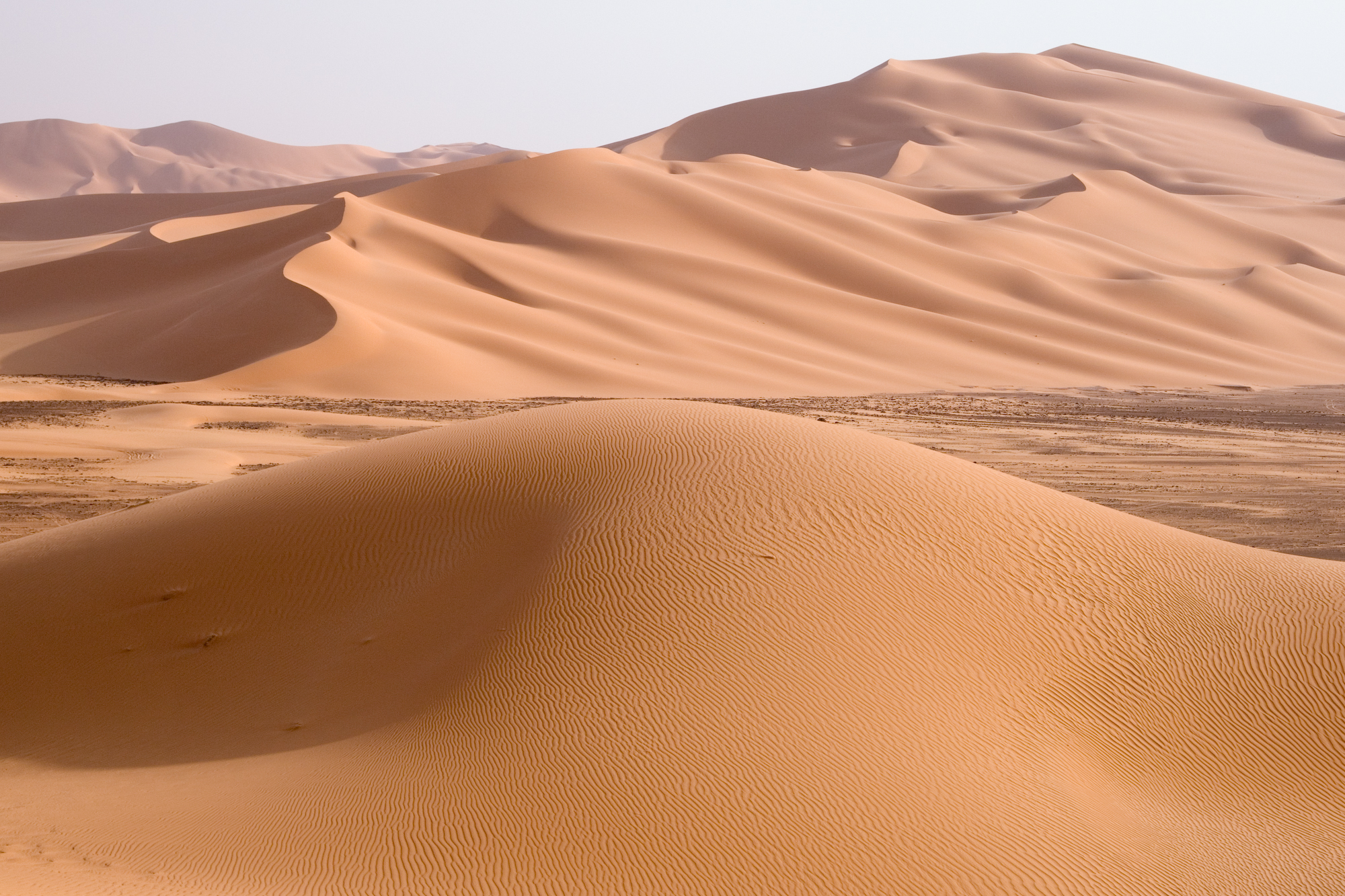
El desierto
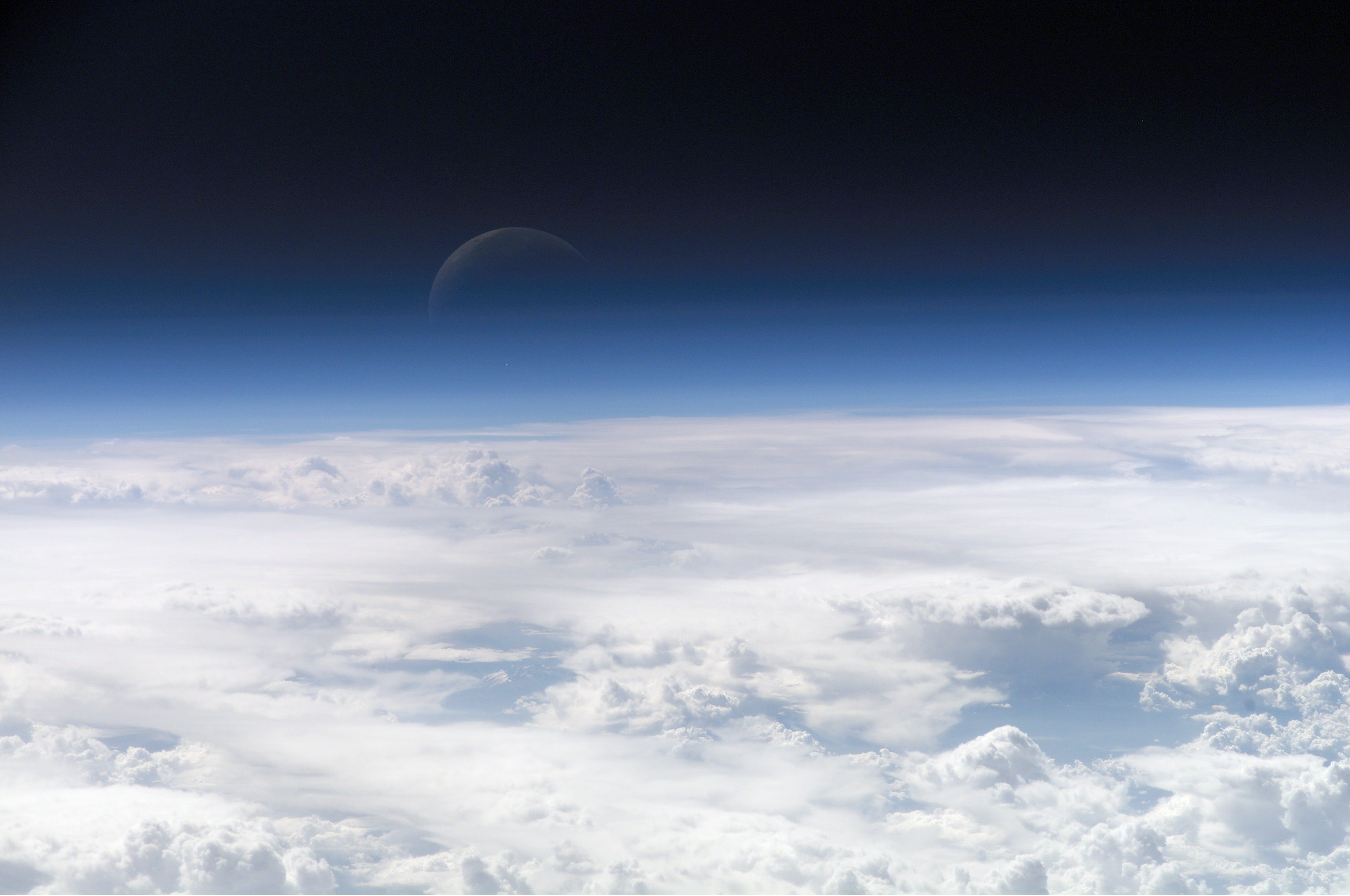
La atmósfera y el universo
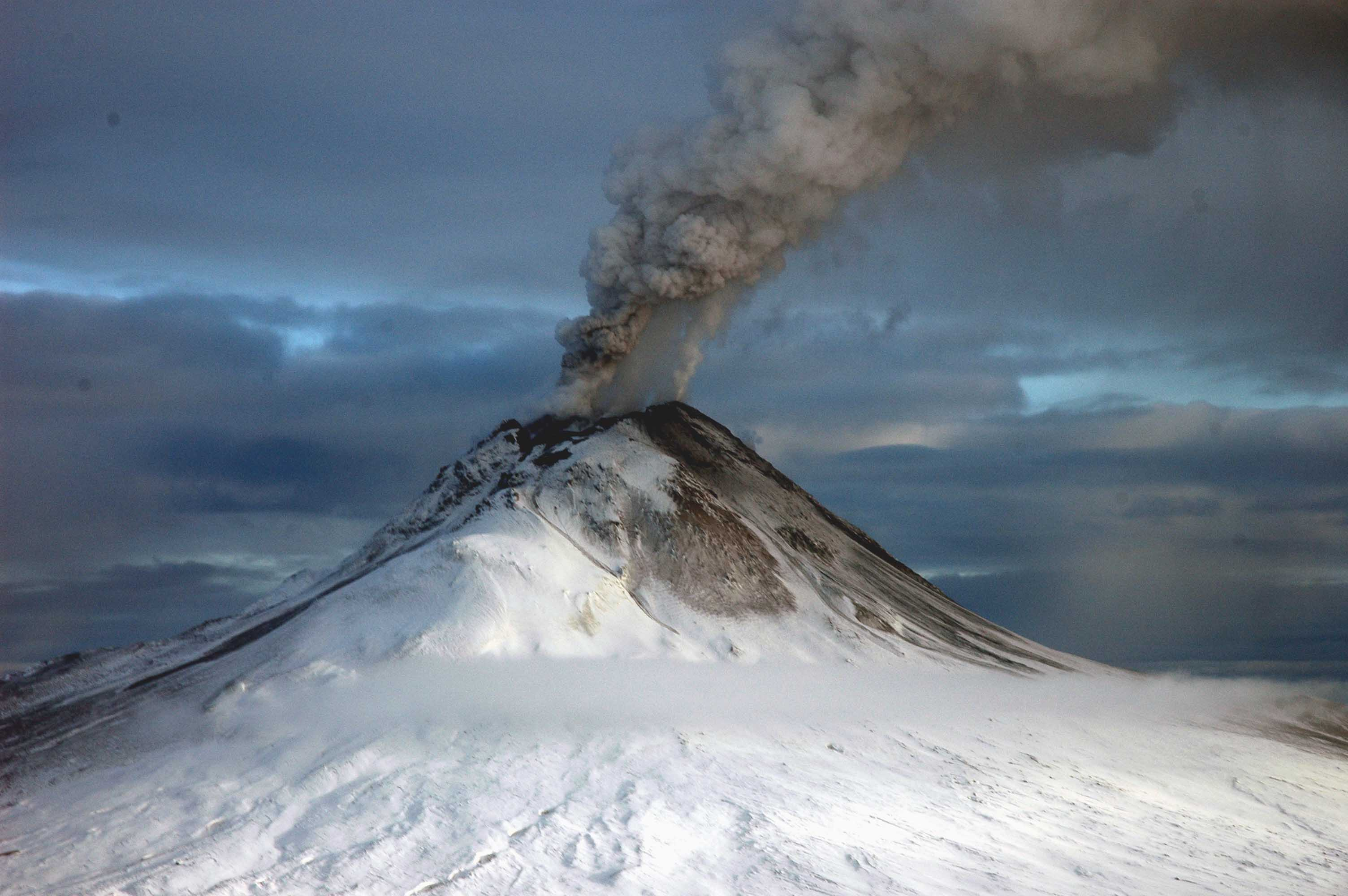
Los volcanes